# Abraxas (god)

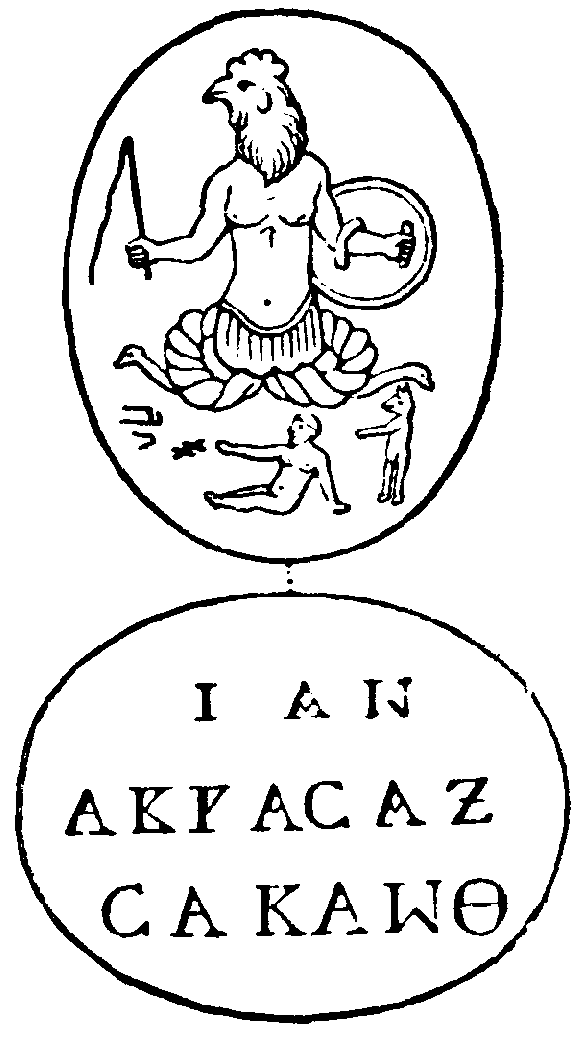
Gravering op een Abraxassteen.

Abraxas (Oudgrieks αβραξας, variante vorm αβρασαξ) was een woord met een mystieke betekenis in het denksysteem van de gnosticus Basilides, dat werd toegepast op de Grote Archon (megas archōn), de heerser van de 365 sferen (ouranoi). Het woord komt voor in gnostische teksten zoals het Heilige boek van de grote onzichtbare Geest, maar ook in de Griekse magische papyri. Het werd gegraveerd in edelstenen, die daarom abraxasstenen heten en die werden gebruikt als amulet. Aangezien de aanvankelijke schrijfwijze op stenen Abrasax was, lijkt de huidige spelling Abraxas voort te komen uit verwarring tussen de Griekse letters sigma en xi bij de transliteratie in Romeins schrift. De zeven letters van het woord verwijzen mogelijk naar elk van de zeven klassieke planeten. Ook kan het woord verwant zijn aan abracadabra, hoewel er ook andere verklaringen zijn. Beschrijvingen van Abraxas verschillen reeds in de oudheid, en is in de moderne tijd wel geïnterpreteerd als een Egyptische god of als een demon.

### Archon

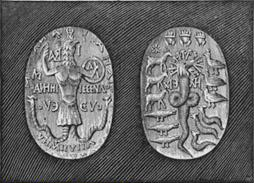
Edelsteen die is gegraveerd met Abraxas.

In het denksysteem dat Irenaeus beschrijft, is de Onverwekte Vader de verwekker van Nous ('geest'), Nous van Logos, Logos van Phronesis, Phronesis van Sophia en Dynamis, waaruit domeinen, krachten en de engelen voortkomen die 'de eerste hemel' scheppen. Op hun beurt beginnen ze een tweede reeks die resulteert in een tweede hemel. Dit proces herhaalt zich totdat 365 hemels bestaan, en de engelen van de laatste oftewel zichtbare hemel zijn de makers van onze wereld. De heerser (principem, ton archonta) van alle hemels is Abraxas.
De naam komt voor in de Weerlegging van alle ketterijen (vii. 26) van Hippolytus, die zich lijkt te baseren op de Exegetica van Basilides. Nadat hij de manifestatie van het Evangelie van de Ogdoade en Hebdomade beschrijft, voegt hij toe dat de Basilidische gnostici een lang verslag hebben over ontelbare scheppingen en krachten in diverse stadia binnen de bovenwereld (diastemata). In dat verslag spreken ze van 365 hemels, met Abrasax als 'hun grote archon', omdat zijn naam het getal 365 bevat, het aantal dagen van het jaar. De som van de getallen die werden geschreven met Griekse letters is: Α = 1, Β = 2, Ρ = 100, Α = 1, Σ = 200, Α = 1, Ξ = 60. Deze wijze van analyseren heet gematria.

### God
Epiphanius (Haer. 69, 73 f.) lijkt deels Irenaeus te volgen, en deels het verloren gegane Compendium van Hippolytus. Hij duidt Abraxas preciezer als 'de macht boven alles, en Eerste Principe', 'de oorzaak en eerste archetype' van alle dingen. Hij vermeldt tevens dat de Basilidische gnostici verwezen naar 365 als het aantal delen (mele) van het menselijk lichaam en van het jaar.
De auteur van het aanhangsel bij De Praescriptione Haereticorum (c. 4) van Tertullianus volgt eveneens Hippolytus' Compendium. Hij voegt als bijzonderheden echter toe dat Abraxas Nous baarde, de eerste in een serie van oerkrachten die ook door Irenaeus wordt gegeven, dat de wereld en de 365 hemels zijn geschapen ter ere van Abraxas, en dat Christus niet was gezonden door de Schepper van de wereld, maar door Abraxas.
Hiëronymus schrijft dat Abraxas voor Basilides 'de grootste God' (De vir. ill. 21), 'de hoogste God' (Dial. adv. Lucif. 23), 'de almachtige God' (Comm. in Amos iii. 9), en 'de Heer de Schepper' (Comm. in Nah. i. 11) was.

### Nag Hammadigeschriften
Abraxas wordt in een aantal van de Nag Hammadigeschriften beschreven, zoals in Zostrianus, de Openbaring van Adam en het  Heilige boek van de grote onzichtbare Geest. Abraxas is in die teksten een van de vier dienaren van de vier Lichten. In die teksten is hij aanwezig als gezant van de hoogste krachten in het pleroma, de verblijfplaats van de goddelijke wereld, bij een doopplechtigheid. Het betreft geen christelijke doop als vergeving van zonden, maar een meer mystieke doop voor een gnosticus voorafgaand aan zijn opstijging door de diverse hemelen.

### Demon
De katholieke kerk beschouwde Abraxas later als heidense god en uiteindelijk als demon.

## Abraxasstenen
Er is een groot aantal gegraveerde abraxasstenen bekend. De afgebeelde onderwerpen zijn mythologisch, met diverse inscripties waarin Abraxas vaak voorkomt. Soms bestaat het hele oppervlak van de steen uit inscripties. In sommige magische geschriften uit Egypte wordt Abraxas verbonden met andere namen die ook op de edelstenen voorkomen. Vaak werden ze gebruikt als amuletten.
- Afbeeldingen uit Bernard de Montfaucon's L'antiquité expliquée et représentée en figures (Band 2,2) blz. 358 ff.
- Plaque 144
- Plaque 145
- Plaque 146
- Plaque 147
- Plaque 148
- Plaque 149

### Anguipede
Vaak is de naam Abraxas verbonden met een figuur die is samengesteld zoals de Chimaera, Basilisk en Agathodaimon. Volgens E. A. Wallis Budge wordt hij afgebeeld met het hoofd van een haan (Phoebus) of leeuw (zoals Ra en Mithras), het lichaam van een mens, benen als slangen die eindigen in schorpioenen. In zijn rechterhand houdt hij een knuppel of dorsvlegel vast, en in zijn linkerhand een rond schild. Deze voorstelling stond bekend als de Anguipede.

### Oorsprong
Omdat Abraxas elders bij relieken uit de klassieke oudheid onvermeld is, neemt men aan dat het om een gnostische uitvinding gaat in de late oudheid. Bezweringen met mystieke namen waren karakteristiek voor de hybride gnostische groeperingen in bijvoorbeeld Spanje en Gallië in de late vierde en vroege vijfde eeuw, die Hiëronymus (Epist., lxxv.) verbindt met Basilides, en die de naam Abraxas gebruikten. Niettemin hoeven niet alle gegraveerde edelstenen gnostisch te zijn. Ook niet-gnostici gebruikten gegraveerde edelstenen. Clemens van Alexandrië schrijft christenen bijvoorbeeld voor hoe ze die moeten gebruiken, en welke voorstellingen gegraveerd mogen worden (Paed. 241 ff.; 287 ff.). Veel figuren op de gevonden edelstenen zijn ook niet geïdentificeerd als gnostische figuren. Abraxas is de enige gnostische term die niet ook tot andere religies behoort.

## Etymologie
De naam Abraxas lijkt voor te komen in de Fabels van Gaius Julius Hyginus (Fab. 183). De zonnepaarden die Homerus noemt, zouden als naam Abrax Aslo Therbeeo hebben, en hoewel de passage erg corrupt is, vormen de eerste drie lettergrepen Abraxas.
De oorspronkelijke, Griekse naam is Abrasax, zoals die wordt gegeven door schrijvers als Hippolytus, Epiphanias, Didymus (De Trin. iii. 42), Theodoretus, Augustinus en 'Praedestinatus'. Zo verschijnt de naam ook op de meeste edelstenen. Door vertaling van Griekse teksten naar het Latijn hebben Latijnse schrijvers, Augustinus uitgezonderd, Abraxas. Die vorm komt ook voor in de magische papyri en op enkele edelstenen. Pogingen om voor het woord een Griekse, Hebreeuwse, Koptische of andere bron aan te duiden blijven zonder veel succes. Mogelijk komt het uit nog een andere taal.